# 5258 Rhoeo
Az 5258 Rhoeo (ideiglenes jelöléssel (5258) 1989 AU1) egy kisbolygó a Naprendszerben. Oshima, Y. fedezte fel 1989. január 1-én.